# Tommy Cassidy
Tommy Cassidy (Belfast, Irlanda del Norte, 18 de noviembre de 1950-1 de agosto de 2024) fue un futbolista y entrenador de fútbol norirlandés que jugó en la posición de centrocampista.

## Carrera

### Club
| Periodo   | Club                | Apariciones | Goles |
| --------- | ------------------- | ----------- | ----- |
| 1968–1970 | Glentoran FC        | 14          | 7     |
| 1970–1980 | Newcastle United FC | 180         | 22    |
| 1980–1983 | Burnley FC          | 72          | 4     |
| 1983–1985 | APOEL FC            | 44          | 7     |

### Selección nacional
Jugó para Irlanda del Norte en 24 ocasiones de 1971 a 1982 y anotó un gol. Participó en la Copa Mundial de Fútbol de 1982.

### Entrenador
| Periodo   | Club                   |
| --------- | ---------------------- |
| 1985–1989 | APOEL FC               |
| 1993–1994 | Gateshead FC           |
| 1994–1997 | Glentoran FC           |
| 1998–1999 | Ards FC                |
| 1999–2001 | Sligo Rovers FC        |
| 2001–2007 | Workington AFC         |
| 2007–2008 | Newcastle Blue Star FC |
| 2010–2011 | Whitby Town FC         |
| 2011–2012 | Blyth Spartans AFC     |

## Muerte
En 2021 se reveló que Cassidy padecía la enfermedad de Alzheimer. El 2 de agosto de 2024 se anunció que Cassidy murió a causa de la enfermedad a los 73 años.

## Logros

### Jugador
- City Cup: 1969–70
- Anglo-Italian Cup: 1973
- Texaco Cup: 1973–74, 1974–75
- Football League Third Division: 1981–82
- Cypriot Cup: 1983–84
- LTV Super Cup: 1984

### Entrenador
- Cypriot First Division: 1985–86
- LTV Super Cup: 1986
- Irish Cup: 1995–96
- Gold Cup: 1994–95